# Paisa

Rupie e paisa dell'India

Paisa (in hindī पैसा; in urdu  پیسہ‎?; plurale paise) è una moneta di valore pari ad 1/100 di rupia o di taka ed è usato in molti paesi tra cui Bangladesh, India, Nepal e Pakistan.
Il nome ha molte variazioni tra cui poisha (in particolare in Bangladesh), pice (nell'India britannica) e besa nella Somalia italiana.
Fino agli anni 1950 in India ed in Pakistan (e prima del 1947 nell'India britannica), il paisa valeva 3 pie, ¼ di anna o 1/64 di rupia. 
Dopo la transizione della rupia indiana al  sistema decimale, il paisa fu chiamato per alcuni anni naya paisa ("nuovo paisa").

Paisa
25 paisa dell'India
50 paisa dell'India
Paisa del Pakistan
1 poisha del Bangladesh
25 poisha del Bangladesh
50 poisha del Bangladesh